# Mascagnia cana
Mascagnia cana är en tvåhjärtbladig växtart som beskrevs av John Kunkel Small. Mascagnia cana ingår i släktet Mascagnia och familjen Malpighiaceae. Inga underarter finns listade i Catalogue of Life.